# In dulci jubilo
In dulci jubilo – niemiecka kolęda napisana częściowo w języku łacińskim, a częściowo w języku niemieckim, około 1328 roku. Jedna z najstarszych dziś śpiewanych kolęd. Autorem był prawdopodobnie Heinrich Seuse niemiecki mistyk XIV-wieczny. Za klasyczną dziś uchodzi jednak inna wersja z 1440 roku, której autorem jest Piotr z Drezna (Peter von Dresden). Muzykę do niej skomponował Johann Walter (1496-1570). Znana jest też i ceniona późniejsza orkiestracja  J.S.Bacha (BWV 729). Angielski kompozytor XIX-wieczny Robert Lucas de Pearsall przetłumaczył tekst na język angielski zachowując makaronizmy i elementy łacińskie.

## Tekst Piotra z Drezna z 1440 roku
In dulci jubilo,
Nun singet und seid froh!
Alle unsre Wonne
Liegt in praesepio
Sie leuchtet wie die Sonne
Matris in gremio
Alpha es et O.
O Jesu parvule,
Nach Dir ist mir so weh.
Tröst mir mein Gemüte,
O puer optime,
Durch all Deine Güte,
O princeps gloriae.
Trahe me post te.
O Patris charitas!
O Nati lenitas!
Wir wären all verloren,
Per nostra crimina,
So hat er uns erworben
Coelorum gaudia.
Quanta gratia!
Ubi sunt gaudia?
Nirgend mehr denn da,
Wo die Engel singen
Nova cantica,
Und die Harfen klingen
In regis curia.
Eia, wär'n wir da!
Mater et filia
Ist Jungfrau Maria.
Wir waren gar verdorben
Per nostra crimina,
Nun hat sie uns erworben
Coelorum gaudia.
Quanta gracia!

## Tłumaczenie Pearsalla na język angielski
In dulci jubilo,
Let us our homage show!
Our heart's joy reclineth
In praesepio;
And like a bright star shineth
Matris in gremio.
Alpha es et O!

## Tłumaczenie na język polski
Śród wiesielenia słodkiego
piać wam, radości zażywać,
rozkosz tać sierca naszego
oto we żłobku spoczywa,
niby Słojnce śle promienie
leżąc na matczynym łonie.
Alfą bywa y Omegą,
Alfą bywa y Omegą.
Autor przekładu: Filip Adam Zieliński.